# ONE PIECE グランドバトル! 2
『ONE PIECE グランドバトル! 2』は、2002年3月20日にバンダイから発売された、尾田栄一郎の漫画『ONE PIECE』を原作としたPlayStation用ゲームソフト。

## 概要
2001年に発売された『ONE PIECE グランドバトル!』の続編。基本的なシステムは前作を継承し、新キャラや新システムなどが追加され、前作を上回るボリュームになっている。出荷数は前作同様50万以上を記録し、PlayStation Awardsのゴールドプライズ賞を受賞している。
対戦モードの「グランドバトル」で勝利すると、お宝モードのビジュアルアドベンチャーのカードを入手できる。カードは原作の扉絵やコミックスの表紙、カードゲームのイラストをカラーで見ることができる。
イベントバトルをクリアすると、ラウンドコールを担当するキャラが増えていく。初期はシャンクス。

### 前作からの変更点
- 一部キャラの新しい通常技および必殺技が追加された。
- 方向キー← →の移動が常にダッシュ状態になった（前作は2度押しでダッシュ状態になる）。
- イベントバトルは全5回戦で、1回戦から4回戦はランダムで2人表示されどちらかを選択する。クリアすると各キャラのアニメのショートムービーを見ることができる。
- 必殺技ゲージのシステムが大幅に変更。食料アイテムを入手またはビンゴガードを成功させると、必殺技レベル「メシチャージ」が最大3まで上昇し、レベルに応じた必殺技を使用するとゲージが減るようになった。
- 初心者でも技の試しうちや練習ができるモード「修行」が追加された。

### 新システム
ビンゴガード
相手の攻撃をタイミングよく防御すれば、HPがわずかに回復し必殺技レベルがひとつ上がる。
ONEピースヒート
必殺技レベルがMAXの状態で倒されるとHP1の状態で復活し、攻撃力とスピードが大幅に上がる。この状態はダメージを受けるまで継続され、同じ条件を満たすと1試合で何度でも発動可能。

## 登場キャラクター
前作同様、イベントバトルでの各クリア条件を満たすと隠しキャラが出現する。前作登場キャラは新必殺技のみ記載。前作と同じ技はONE PIECE グランドバトル!#登場キャラクターを参照。☆印は新キャラ。
モンキー・D・ルフィ
声 - 田中真弓
攻撃：A、防御：B、素早さ：C
Lv.3 ゴムゴムの暴風雨
打撃系：相手を蹴り上げ暴風雨の如く「ゴムゴムの銃乱打」を浴びせる。
ロロノア・ゾロ
声 - 中井和哉
攻撃：B、防御：C、素早さ：C
Lv.2 獅子歌歌
打撃系：蟹獲り、牛針、龍巻き、獅子歌歌の4連コンボ。
ナミ
声 - 岡村明美
攻撃：D、防御：D、素早さ：B
Lv.1 蜃気楼
カウンター系：蜃気楼で相手を惑わせ、すれ違いざまにダメージを与える。
Lv.2 天候棒
打撃系：サンダーボルト＝テンポとトルネード＝テンポの連続攻撃。
ウソップ
声 - 山口勝平
攻撃：E、防御：D、素早さ：A
Lv.3 ナメンなチキショオ!～粉砕
打撃系：相手をハンマーでタコ殴りにし、ハリボテの5tハンマーで相手を粉砕。
サンジ
声 - 平田広明
攻撃：C、防御：C、素早さ：B
Lv.1 反行儀キックコース
タメ系：相手を蹴り上げ、ピストルを放つ。始動アクション以外は前作のバラティエディナーとほぼ同じ技。
Lv.3 仔牛肉（ヴォー）ショット
タメ系：上空から蹴り下ろし、腰肉（ロンジュ） 、後バラ肉（タンドロン） 、腹肉（フランシェ） 、上部もも肉（カジ） 、尾肉（クー） 、もも肉（キュイソー）、すね肉（ジャレ）の順に各部を蹴りつけ仔牛肉ショットで相手を吹き飛ばす。
☆トニートニー・チョッパー
声 - 大谷育江
攻撃：D、防御：C、素早さ：B
Lv.1 応急処置
投げ系：上空へ投げ飛ばした相手が頭に落下するも、すぐに治療する。攻撃と同時にわずかにHPが回復する。
Lv.2 ランボルボール～角強化
打撃系：角強化で相手に突進する。
Lv.3 ランボルボール～刻蹄桜
タメ系：七段変形で攻撃し、最後は弱点を分析し刻蹄桜を放つ。
ネフェルタリ・ビビ
声 - 渡辺美佐
攻撃：D、防御：D、素早さ：C
Lv.1 魅惑の香水ダンス
タメ系：アラバスタ産の香水で相手を一定時間行動不能にする。
Lv.1 召喚チャカ、ペル
助っ人召喚系：チャカは相手に突進し、鳴牙で攻撃。ペルはガトリングガンを放ち、飛爪で攻撃。
Lv.2 ストリングスラッシャー
タメ系：孔雀スラッシャーを一連で放ち、鞭のようになぎ払う。
スモーカー
声 - 大場真人
攻撃：B、防御：B、素早さ：C
Lv.3 白蔓
打撃系：ビローアバイクで相手を上空に吹き飛ばし、白蔓で相手を締め付ける。
たしぎ
声 - 野田順子
攻撃：B、防御：D、素早さ：C
Lv.2 鎌居太刀改
打撃系：相手を連続で切りつけ、上空に吹き飛ばす。
☆ワポル
声 - 島田敏
攻撃：C、防御：A、素早さ：E
Lv.1 召喚チェス、クロマーリモ、チェスマーリモ
助っ人召喚系：チェスは弓（チェックメイト）、クロマーリモは棘つきグローブ（ビックリマーリモ）で攻撃。チェスマーリモは斧（クワトロアックス）による突進攻撃。
Lv.2 バクバク工場～ブリキングキャノン
打撃系：ドラム王国最終兵器「ロイヤルドラムクラウン7連散弾ブリキング大砲」で相手を処刑。
Lv.2 バクバク工場～ロブソン
打撃系：毛カバのロブソンを呼びだし、相手に突進させる。
☆Mr.3
声 - 檜山修之
攻撃：C、防御：B、素早さ：D
Lv.1 召喚ミス・ゴールデンウィーク、Mr.5、ミス・バレンタイン
助っ人召喚系：ミス・ゴールデンウィークは周囲にカラーズトラップを飛ばす。Mr.5は鼻空想砲を放つ。ミス・バレンタインは1万キロギロチンで攻撃。
Lv.2 キャンドルチャンピオン
打撃系：蝋の鎧を纏い、相手を殴りつける。
☆Mr.2・ボン・クレー
声 - 矢尾一樹
攻撃：B、防御：D、素早さ：C
Lv.1 Mr.4＆ラッスー～四百本猛打ノック
打撃系：犬銃から放たれた時限爆弾型ボールをMr.4が打ち返す。
Lv.2 ミス・メリークリスマス～モグラ塚四番交差点
投げ系：ミス・メリークリスマスが地中から足をつかみMr.4が4tバットで打ち抜く。
Lv.3 主役技 爆撃白鳥アラベスク
打撃系：足につけた鋼の白鳥の蹴り攻撃。トドメは変身した相手に応じて攻撃。メモリーはくれは、ゼフ、モーガン、ヨサクの4パターン。
☆ミス・オールサンデー
声 - 山口由里子
攻撃：B、防御：D、素早さ：E
Lv.1 召喚バンチ
助っ人召喚系：水陸両用カメ・バンチが相手に突進する。
Lv.2 六輪咲き クラッチ
投げ系：6本の腕で相手を拘束し、関節技で極める。
Lv.3 十六輪咲き 闇討ち（ダークネス・キル）
打撃系：周囲に生やした無数の手が相手に襲い掛かる。

### 隠しキャラクター
クロ以下の旧作キャラはイベントバトルのイベントパートが発生しない。操作キャラとして選んだ場合、最後の5人目（相手は固定）のみイベントが発生する。
☆カルー
声 - 粗忽屋
攻撃：E、防御：E、素早さ：B
Lv.1 超カルガモ隊
タメ系：部下の超カルガモたちが相手に襲い掛かる。
Lv.2 カルーフェスティバル
打撃系：怒りに任せ翼で殴り続け、最後は渾身の後ろ蹴り。
☆サー・クロコダイル
声 - 大友龍三郎
攻撃：A、防御：A、素早さ：D
Lv.1 ミス・ダブルフィンガー～スティンガーヘッジホッグ
打撃系：ミス・ダブルフィンガーがダブルスティンガーとスティンガーステップで迎撃し、最後にスティンガーヘッジホッグで襲い掛かる。
Lv.2 Mr.1～発砲雛菊斬
打撃系：Mr.1によるスパイラルホロウとスパーリングデイジーの連続攻撃。
Lv.3 砂漠の向日葵
タメ系：相手を流砂に落とし砂嵐で攻撃。トドメは左手のフックで切り裂く。
☆ポートガス・D・エース
声 - 古川登志夫
攻撃：A、防御：B、素早さ：C
Lv.1 火眠
打撃系：相手に突進し攻撃しようとするが急に眠ってしまう。相手は一定時間行動不能となる。
Lv.2 火祭り
打撃系：炎を纏った拳による連続ラッシュ。
Lv.2 火拳
タメ系：専用ボートストライカーで突進し、火拳を放つ。
クロ
声 - 橋本晃一
攻撃：D、防御：D、素早さ：A
クリーク
声 - 立木文彦
攻撃：B、防御：A、素早さ：E
アーロン
声 - 小杉十郎太
攻撃：B、防御：B、素早さ：D
アルビダ
声 - 松岡洋子
攻撃：D、防御：B、素早さ：B
バギー
声 - 千葉繁
攻撃：C、防御：E、素早さ：C
パンダマン
声 - 大場真人
攻撃：C、防御：C、素早さ：C
ジュラキュール・ミホーク
声 - 青野武
攻撃：A、防御：A、素早さ：C
Lv.1 ひまつぶし
カウンター系：柔らかい太刀筋で相手を通り過ぎると同時に切り伏せる。
シャンクス
声 - 池田秀一
攻撃：A、防御：C、素早さ：A
Lv.1 乾杯
カウンター系：一杯やった後、相手を斬り付けるが間違ってフォーク（または肉つきのフォーク）で斬ってしまう。相手は一定時間行動不能となる。

### その他
チャカ
声 - 植村喜八郎
ペル
声 - 野島健児
チェス
声 - 沼田祐介
クロマーリモ
声 - 乃村健次
Mr.1、ブロギー
声 - 稲田徹
ミス・ダブルフィンガー
声 - 水原リン
ミス・ゴールデンウィーク
声 - 中川亜紀子
Mr.4、Mr.5
声 - 高塚正也
ミス・メリークリスマス
声 - 金月真美
ミス・バレンタイン
声 - 折笠富美子
ジャンゴ
声 - 矢尾一樹
ドリー
声 - 郷里大輔
Dr.くれは
声 - 野沢雅子
ドルトン
声 - 小野健一
ナレーター
声 - 大場真人

## アイテム
前作から登場しているアイテムはONE PIECE グランドバトル!#アイテムを参照。前作ではランダムだったが、本作ではBOXによって出現するアイテムが決まっている（タル→食料、木箱→攻撃、宝箱→能力アップ）。ダッシュ攻撃でBOXを飛ばし相手に当てると、一定時間行動不能にすることができる。
手裏剣
投げた方向に一直線に飛んでいき、離れた相手にも当てることができる。
とうがらし
当たると強制的に走り出しガードできなくなる。
毒キノコ
当たると毒状態となり一定時間ダメージを受ける。投げつけて地面に落ちると胞子を残し、これに触れても毒状態となる。
火山弾
リトルガーデン専用アイテム。相手にぶつけても消滅せず、壁や地面に跳ね続ける。
メスカルサボテン
ヒッコシクラブ専用アイテム。当たると一定時間方向キーが逆さまになってしまう。
永久指針（エターナルポース）
すべてのBOXから低確率で出現するレアアイテム。針の赤い部分が上向きなら必殺技レベルが一気に全快になる。逆向きならレベルが0になる。持ち直すたびに針の向きが変わる.

## ステージ
前作から登場しているステージはONE PIECE グランドバトル!#ステージを参照。
ウイスキーピーク
満腹ルフィのお腹で大ジャンプでき（ルフィ使用時はトランポリン）、中央の部屋は壊すことができる。左上のポストを攻撃するとアンラッキーズが爆弾を落としてくる。
リトルガーデン
中央に川が流れており、両端には足場になる木がある。一定時間おきにドリーとブロギーの決闘が始まり、どちらかの武器がステージ内に落ちて足場となる。ステージ専用アイテム・火山岩が出現する。
ドラム城
右端からラブーンが転がしてくる巨大な雪玉、くれはが投げつける爆弾など多くのトラップがある。画面左端は崖になっており、ゴンドラからはドルトンがアイテムを投げてくれる。
ヒッコシクラブ
巨大カニ・ヒッコシクラブ上のステージ。目やはさみは足場になり、両端は崖になっている。女性キャラが目の上に乗ると目玉がハートになる。背景にいるクンフージュゴンはHPが多いキャラを追いかけてきて弟子入りする。ステージ専用アイテム・メスカルサボテンが出現する。
アルバーナ
ルフィとクロコダイルが死闘を繰り広げたアルバーナの地下聖殿を舞台としたステージ。回転する足場、流れる地面、両端の水路といったギミック満載のステージ。
海軍本部修行場
修行モードである条件をクリアするとグランドバトルで使用可能となるステージ。アイテムは発生せず、中央にイカリが置いてあるだけという非常にシンプルなステージ。

## 主題歌
『ウィーアー! super-EX. Ver』
歌：きただにひろし

## 備考
- ルフィの新技「ゴムゴムの暴風雨」が原作に登場したのは2001年11月末だが、そのわずか1カ月後のジャンプフェスタの試作発表会ですでにこの技が搭載されていた。この技が登場したコミックス第23巻は、本作の発売日よりも後であり、本作がコミックスやアニメを先取る形となった。この件は原作者からも賞賛されている[2]。
- 本ソフトをCDプレイヤーで再生するとジャンゴとMr.2のミニコントを聞くことができる。